# (37662) 1994 PT26
1994 PT26 (asteroide 37662) é um asteroide da cintura principal. Possui uma excentricidade de 0.07213240 e uma inclinação de 2.83671º.
Este asteroide foi descoberto no dia 12 de agosto de 1994 por Eric Walter Elst em La Silla.